# Триана (Аленкер)
Триана (порт. Triana) — район (фрегезия) в Португалии, входит в округ Лиссабон. Является составной частью муниципалитета Аленкер. По старому административному делению входил в провинцию Эштремадура. Входит в экономико-статистический субрегион Оэште, который входит в Центральный регион. Население составляет 3532 человека на 2001 год. Занимает площадь 32,28 км².
Покровителем района считается Дева Мария (порт. Maria).